# ميهميت ناس
ميهميت ناس (بالتركية: Mehmet Nas)‏ (20 نوفمبر 1979 في تركيا - ) هو لاعب كرة قدم تركي في مركز الوسط. شارك مع منتخب تركيا تحت 21 سنة لكرة القدم. أما مع النوادي، فقد لعب مع سامسون سبور وسيفاسبور وغازي عنتاب بي.بي.كي وغنتشلربيرليغي ومانيساسبور ومعمورة العزيز سبور وSivas Belediyespor ‏.

## روابط خارجية
- ميهميت ناس على موقع اتحاد تركيا (لاعب) (الإنجليزية)
- ميهميت ناس على موقع قاعدة بيانات كرة القدم.إي يو (الإنجليزية)
- ميهميت ناس على موقع Soccerway.com (الإنجليزية)
- ميهميت ناس على موقع عالم كرة القدم.نت (الإنجليزية)